# Václav Habart
Václav Habart (18. června 1940 Krašovice – 2. února 2025, České Budějovice) byl český římskokatolický kněz. V letech 1999 až 2001 působil jako generální vikář českobudějovické diecéze.

## Život
Na kněze byl vysvěcen 26. června 1976 v Praze. Od 15. srpna 1993 je duchovním správcem v Jindřichově Hradci, kde nejprve působil jako administrátor a od roku 1995 jako 29. jindřichohradecký probošt. Od 1. června 1999 byl navíc ustanoven generálním vikářem českobudějovické diecéze, přičemž v plném rozsahu převzal tento úřad od 1. července 1999. Na jaře 2001 jej ve funkci generálního vikáře nahradil Jiří Paďour.
Byl také administrátorem excurrendo ve farnostech Horní Pěna, Novosedly nad Nežárkou a Roseč, od roku 2007 rovněž ve farnostech Číměř, Hůrky, Klášter a Staré Město pod Landštejnem a od 1. července 2010 také ve farnostech Kostelní Radouň a Lodhéřov. Od roku 2007 do 30. června 2009 byl administrátorem excurrendo farnosti Nová Bystřice, od 1. července 2009 tuto farnost spravoval už jen in spiritualibus. Dále je též kanovníkem Katedrální kapituly u sv. Mikuláše České Budějovice (od 1. února 2000) a okrskovým vikářem jindřichohradeckého vikariátu.
Posléze byl farářem Římskokatolické farnosti u kostela sv. Jana Nepomuckého v Českých Budějovicích a administrátorem ex currendo farnosti Boršov nad Vltavou. Od července roku 2019 působil jako výpomocný duchovní při českobudějovické katedrále a v rámci katedrální kapituly byl pověřen jako kanovník penitenciář.